# The Witching Hour (1934)
The Witching Hour is een Amerikaanse dramafilm uit 1934 onder regie van Henry Hathaway. Destijds werd de film in Nederland uitgebracht onder de titel Het boze oog.

## Verhaal
Jack Brookfield is een hypnotiseur, die zijn krachten gebruikt om te winnen met kaarten. Als hij per ongeluk de jonge Clay Thorne hypnotiseert, vermoordt die een tegenstander van Brookfield. Niemand gelooft echter de bezwaren van Brookfield dat Thorne onschuldig is. Vervolgens werkt Brookfield samen met rechter Martin Prentice om het leven van Thorne te redden.

## Rolverdeling
| Acteur               | Personage               |
| -------------------- | ----------------------- |
| Guy Standing         | Rechter Martin Prentice |
| John Halliday        | Jack Brookfield         |
| William Frawley      | Juryvoorzitter          |
| Judith Allen         | Nancy Brookfield        |
| Tom Brown            | Clay Thorne             |
| Olive Tell           | Helen Thorne            |
| Richard Carle        | Lew Ellinger            |
| Ralf Harolde         | Frank Hardmuth          |
| Purnell Pratt        | Officier van justitie   |
| Frank Sheridan       | Politiecommissaris      |
| Gertrude Michael     | Margaret Price          |
| Ferdinand Gottschalk | Dr. von Strohn          |